# Йожеф Божик (стадіон)
«Йожеф Божик Стадіон» (угор. Bozsik József Stadion) — багатофункціональний стадіон у місті Будапешт, Угорщина, домашня арена ФК «Будапешт Гонвед». 
Стадіон побудований та відкритий 1913 року. У 1926, 1939, 1945, 1955, 1986, 2006 роках реконструйований.
Арені присвоєно ім'я легендарного угорського футболіста Йожефа Божика.